# جاذبه و دافعه علی
جاذبه و دافعه علی نام کتابی است از مرتضی مطهری، فیلسوف و نویسنده ایرانی، مشتمل بر ۴ سخنرانی وی در روزهای ۱۸ تا ۲۱ ماه رمضان ۱۳۸۸ قمری که در حسینیه ارشاد ایراد شده‌است. این کتاب از سه بخش اصلی تشکیل شده‌است. بخش اول یا مقدمه به کلیاتی دربارهٔ جذب و دفع انسان‌ها می‌پردازد. بخش دوم و سوم هم به تشریح جاذبه و دافعه علی بن ابی‌طالب اختصاص دارد.
فتح‌الله امید نجف‌آبادی تنظیم و تدوین کتاب جاذبه و دافعه علی بن ابی طالب را از روی سخنرانی‌های مرتضی مطهری پیاده کرد و برای آن پا ورقی زد.
مرتضی مطهری در مقدمه این کتاب نوشت:
زحمت اصلاح و تکمیل سخنرانی‌ها را فاضل بلند قدر آقای امید نجف‌آبادی متحمل شدند. نیمی از کتاب به قلم معظم‌له است که پس از استخراج از نوارهای ضبط صوت، از نو به قلم خود نوشته و احیاناً اصلاح فرموده‌اند. نیم دیگر آن تقریر لفظی خود اینجانب است. مرتضی مطهری 11 اسفند 1349 شمسی
در بخشی از این کتاب میخوانیم :افرادى که نه جاذبه و نه دافعه دارند; نه کسى آن ها را دوست دارد و نه کسى آن ها را دشمن دارد. این ها یک موجود ساقط و بى اثر هستند, زیرا انسان نیاز دارد که دوست بدارد و دوست داشته شود و به عبارتى دیگر, نیازمند است دشمن بدارد و او را دشمن بدارند. 2 ـ مردمى که جاذبه دارند ولى دافعه ندارند.